# Vicereame del Caucaso
Il vicereame del Caucaso fu l'autorità amministrativa e politica della Russia imperiale nella regione del Caucaso esercitata attraverso gli uffici del glavnoupravlyayushchiy (in russo главноуправляющий?) (1801–1844, 1882–1902) e del namestnik (viceré) (наместник) (1844–1882, 1904–1917). Questi due termini russi sono comunemente, ma imprecisamente, tradotti come viceré, che è spesso usato in modo intercambiabile con governatore generale. Più precisamente, glavnoupravljajuščij è indicato come alto commissario del Caucaso e namestnik come luogotenente o viceré.
Nell'arco di oltre un secolo di dominio russo sul Caucaso, la struttura del vicereame subì una serie di modifiche, con l'aggiunta o la rimozione di cariche amministrative e il ridisegno delle divisioni provinciali.

## Storia
La prima volta che venne istituita l'autorità russa sui popoli del Caucaso fu dopo l'annessione russa del Regno di Kartli-Kakheti (Georgia orientale) nel 1801. Il Generale Karl von Knorring fu la prima persona ad essere assegnata a governare il territorio del Caucaso, essendo ufficialmente nominato Comandante in Capo in Georgia e Governatore Generale di Tiflis (Tbilisi). Sotto i suoi successori, in particolare il principe Pavel Tsitsianov, il generale Aleksey Yermolov, il conte Ivan Paskevich e il principe Mikhail Vorontsov, la Transcaucasia russa si espanse fino a comprendere i territori acquisiti in una serie di guerre con l'Impero ottomano, l'Impero persiano e le popolazioni locali del Caucaso settentrionale. L'ambito della sua giurisdizione arrivò alla fine a includere gli odierni territori di Georgia, Armenia, Azerbaigian e del Caucaso settentrionale, nonché parti della Turchia nord-orientale (oggi le province di Artvin, Ardahan, Kars e Iğdır).
Con sede a Tiflis, i viceré fungevano da ambasciatori de facto nei paesi vicini, comandanti in capo delle forze armate e supreme autorità civili, principalmente responsabili solo nei confronti dello zar. Dal 3 febbraio 1845 al 23 gennaio 1882 l'autorità del vicereame era sotto la supervisione del Comitato del Caucaso, composto dai rappresentanti del Consiglio di Stato, dei ministeri delle finanze, dei domini statali, della giustizia e degli interni, nonché da membri comitati speciali. Dopo la Rivoluzione di febbraio del 1917, che espropriò lo zar Nicola II della corona russa, il 18 marzo 1917 il governo provvisorio russo abolì il vicereame del Caucaso e ogni autorità, tranne nella zona dell'esercito attivo, dove fu affidata all'organo amministrativo civile chiamato Comitato speciale transcaucasico o Ozakom (abbreviazione di Osobyy Zakavkazskiy Komitet, Особый Закавказский Комитет).

Mappa etnografica della Transcaucasia russa, 1880.

## Governatorati e Oblast nel 1917

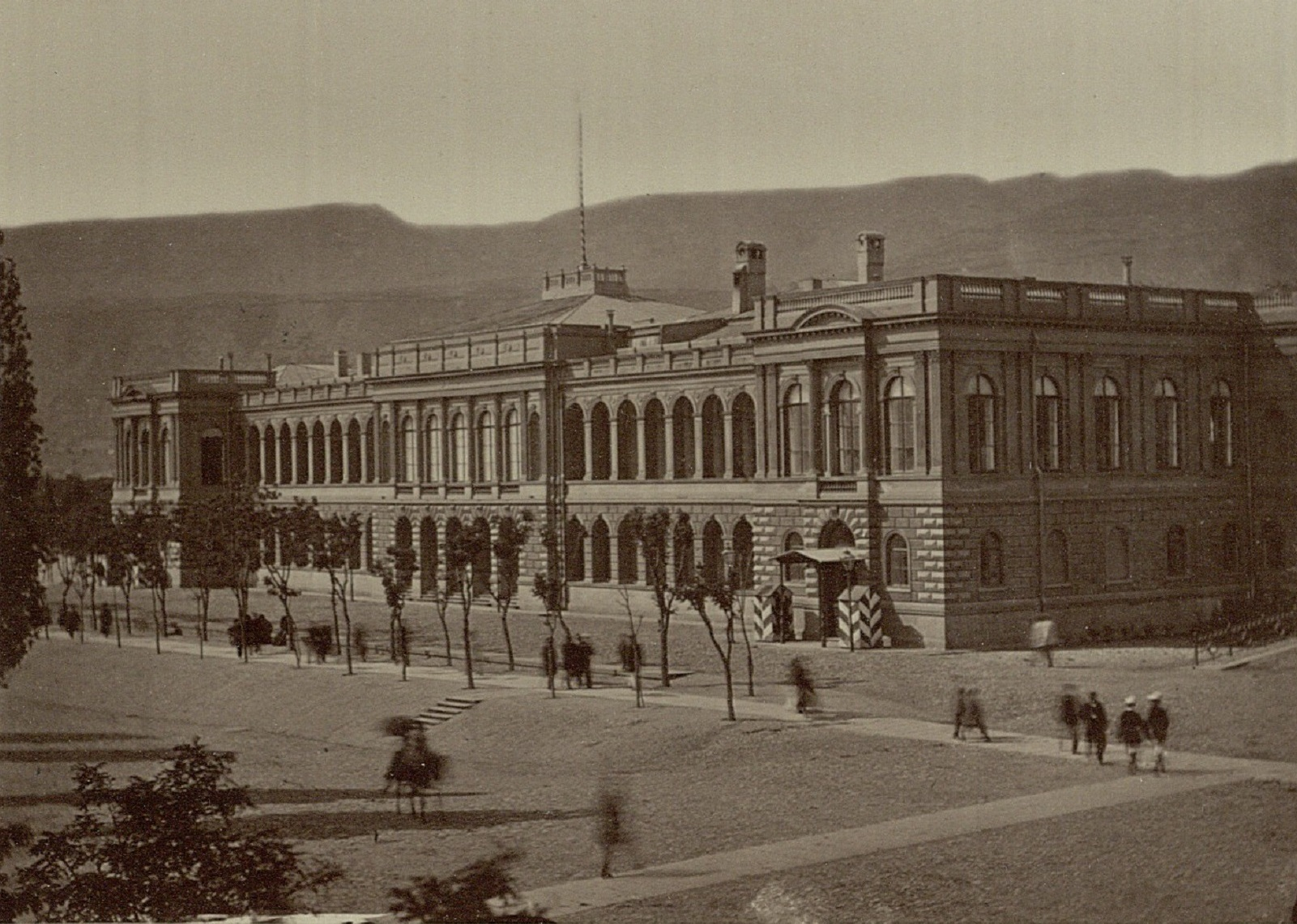
Palazzo del viceré del Caucaso a Tiflis, 1860.

- Governatorato:
  - Governatorato di Baku
  - Governatorato del Mar Nero
  - Governatorato di Elizavetpol'
  - Governatorato di Erivan
  - Governatorato di Kutaisi
    - Okrug di Sukhumi

  - Governatorato di Tbilisi
    - Okrug di Zakatal

- Oblast:
  - Oblast' di Batumi
  - Oblast' del Daghestan
  - Oblast' di Kars
  - Oblast' del Kuban'
  - Oblast' di Terek

## Alti Commissari e Viceré del Caucaso
- Karl Heinrich von Knorring 1801–1802
- Pavel Tsitsianov 1802–1806
- Ivan Gudovich 1806–1809
- Alexander Tormasov 1809–1811
- Philip Paulucci 1811–1812
- Nikolay Rtishchev 1812–1816
- Aleksey Yermolov 1816–1827
- Ivan Paskevich 1827–1831
- Gregor von Rosen 1831–1838
- Yevgeny Golovin 1838–1842
- Aleksandr Neidgardt 1842–1844
- Mikhail Vorontsov 1844–1854
- Nikolay Muravyov-Amursky 1854–1856
- Aleksandr Baryatinsky 1856–1862
- Grigol Orbeliani 1862
- Gran Duca Mikhail Nikolayevich 1862–1882
- Aleksandr Dondukov-Korsakov 1882–1890
- Sergei Sheremetyev 1890–1896
- Grigory Golitsyn 1896–1904
- Yakov Malama 1904
- Illarion Vorontsov-Dashkov 1904–1916
- Gran Duca Nikolay Nikolayevich 1916–1917